# Enzacamene
Enzacamene (INN, còn được gọi là long não 4-methylbenzylidene hoặc 4-MBC) là một dẫn xuất long não hữu cơ được sử dụng trong ngành công nghiệp mỹ phẩm vì khả năng bảo vệ da chống lại tia cực tím, đặc biệt là bức xạ UV B. Như vậy, nó được sử dụng trong kem chống nắng kem và các sản phẩm chăm sóc da khác khẳng định một giá trị SPF. Tên thương mại của nó bao gồm Eusolex 6300 (Merck) và Parsol 5000 (DSM).

## Cơ chế
Tất cả các loại kem chống nắng có nguồn gốc từ long não tiêu tán năng lượng photon bằng cách đồng phân hóa cis-trans. Tuy nhiên, đối với enzacamene, năng suất lượng tử cho quá trình đồng phân hóa này chỉ nằm trong khoảng từ 0,13-0,3. Năng suất lượng tử thấp này có nghĩa là các quá trình quang hóa khác cũng đang xảy ra.

## Rối loạn nội tiết
Các nghiên cứu đã đưa ra vấn đề rằng enzacameneacts một chất gây rối loạn nội tiết. Có nhiều tranh cãi về tác dụng estrogen của enzacamene và trong khi một nghiên cứu chỉ cho thấy tác dụng tương đối nhỏ, một nghiên cứu ở Thụy Sĩ cho thấy sự phát triển tử cung đáng kể ở loài gặm nhấm chưa trưởng thành. Ngoài ra, có một số bằng chứng cho thấy enzacamene có thể ức chế trục tuyến yên - tuyến giáp, dẫn đến suy giáp.

## Tình trạng chính
Enzacamene được Bộ Y tế Canada phê duyệt tại Canada. Nó không được Cục quản lý Thực phẩm và Dược phẩm Hoa Kỳ chấp thuận sử dụng tại Hoa Kỳ và không được phép sử dụng tại Nhật Bản.